# Trichogramma cacaeciae
Trichogramma cacaeciae is een vliesvleugelig insect uit de familie Trichogrammatidae. De wetenschappelijke naam is voor het eerst geldig gepubliceerd in 1927 door Marchal.